# 赫崇本

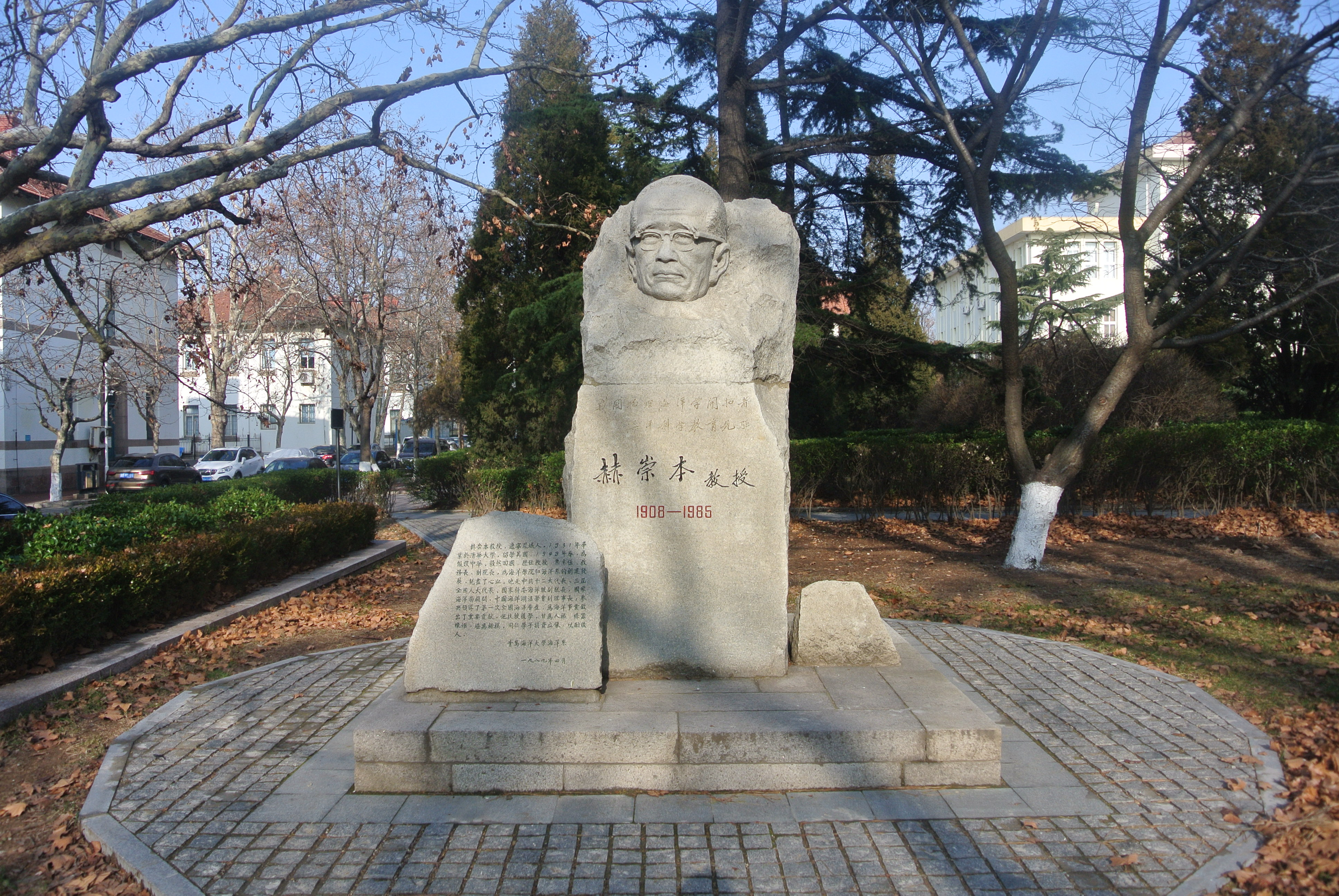
中国海洋大学鱼山校区内的赫崇本塑像

赫崇本（1908年—1985年），字培之，男，滿洲鑲白旗，奉天（今辽宁）鳳城人，中国海洋学家，中国物理海洋学奠基人之一。曾在山东海洋学院任教。

## 外部連結
- 聚焦海洋人物——赫崇本 （页面存档备份，存于）